# Klassiska skolan (kriminologi)
Klassiska skolan eller klassiska straffrättsskolan är inom kriminologi en straffrättsideologi från slutet på 1700-talet präglad av upplysningstidens kontrakts och utilitaristiska filosofer. Jeremy Bentham och Cesare Beccaria var framträdande personer i skapandet av den klassiska skolan. Deras utilitarism och rationalism och socialfilosofiska perspektiv kom i mycket att påverka straffrättsskolans politiska och ideologiska ramverk. Målet var att komma bort från de tidigare århundrandenas mycket hårda och oproportionerliga straffrättssystem.

## Ideologisk grund

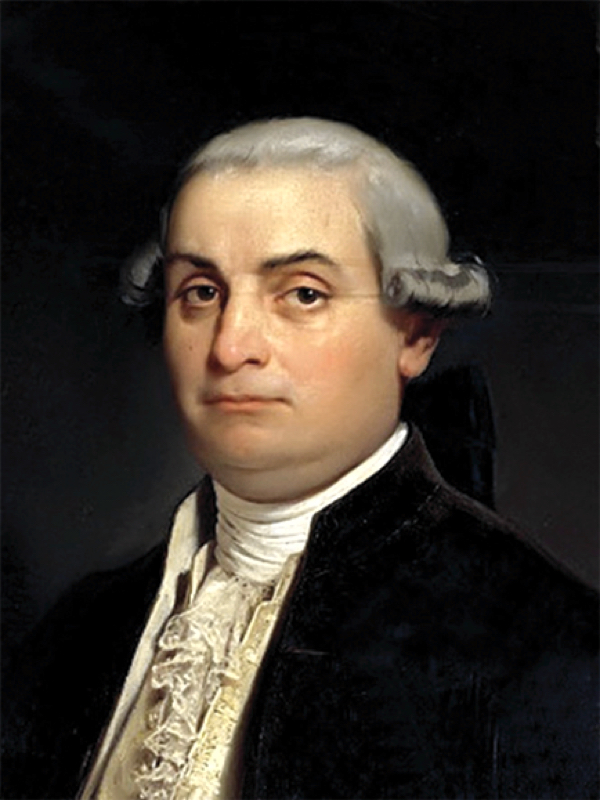
Cesare Beccaria.

Den klassiska skolans ideologiska fundamenta bygger på tankar, i mycket formulerade av Cesare Beccaria som under anonymitet presenterades i skriften Dei delitti e delle pene (1764). I skriften kritiserade Beccaria, enligt hans synsätt, med stöd av upplysningsfilosofins idéer och principer, de godtyckliga straffrättssystemet som fanns under 1700-talet. Inspiration till denna kritik hämtade Beccaria från Voltaire och hans skrift Sur la tolérance (1763), vilken proklamerade behovet av ett humant rättssystem.
Beccaria menade att den despotiska staten utövade orättfärdig makt mot sina medborgare: avskräckning uppfattades som straffets enda ändamål och omfånget för statens och härskarens straffrätt ansågs var oinskränkt. Det fanns inte någon proportionalitet mellan brottets allvarlighet och straffets grymhet, och många av strafflagarnas bestämmelser innebar de strängaste och mest barbariska straffbestämmelser, där dödsstraff var påföljden för flertalet av brott. Kritiken tar sig utgångspunkten i läran om samhällskontraktet som innebar att härskaren fick sin makt av folket. När väl kontraktet var upprättat innebar det enligt Beccaria att samhällets medlemmar inte var utlämnade till tyrannens våld och nåd; varje medborgare hade rätt till en rättvis bestraffning. Lagen kunde endast stiftas av en erkänd lagstiftare, representerad genom folket i det samhälle kontraktet är upprättat. Lagarna skulle tillämpas efter dess bokstav för att förhindra godtycke i rättsprocessen, att samma brott straffas olika.

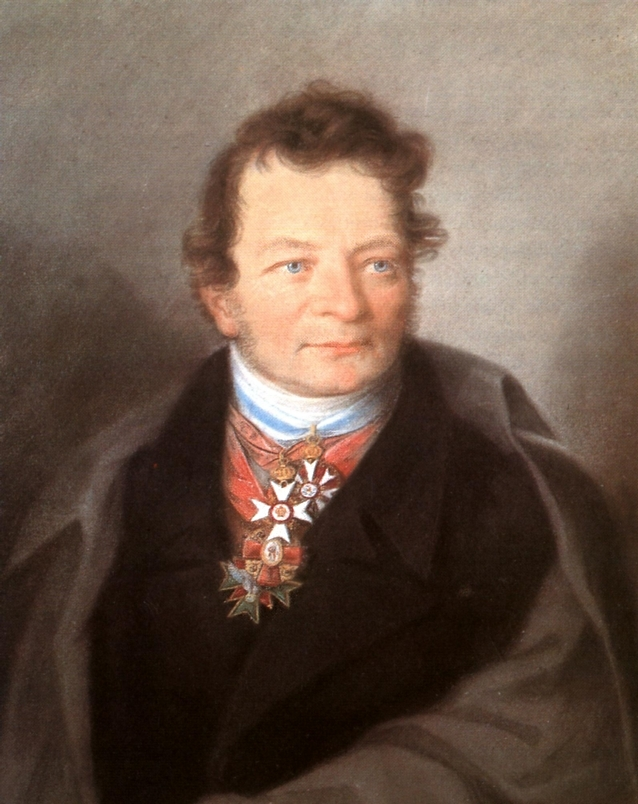
Anselm von Feuerbach

Proportionaliteten mellan brott och straff, var enligt Beccaria, central för förebyggandet av brott, och hans mening var att ifall proportionaliteten saknades – att skillnaden mellan att exempelvis misshandla, våldta eller mörda en annan människa – medför det att människan lika gärna kan välja att begå det grövre av brotten; brottslingen är rationell och väljer gärning med konsekvensen i åtanke.
Enligt rättshistoriken Christian Häthén kan i Beccarias skrift spåras de första grunderna för legalitetsprincipen, proportionalitetsprincipen och ekvivalensprincipen; idéer som senare under 1800-talet kom att utvecklas till den klassiska straffrättsideologiska skolan, av de tyska juristerna Carl Mittermaier och Anselm von Feuerbach.

### Notförteckningar
1. 1 2  Häthén 1990.
2. 1 2  Beccaria 1977.

### Källförteckningar
- Beccaria, Cesare (1977). Dei delitti e delle pene: Om brott och straff. Stockholm: Italica. sid. 203. Libris 7595721. ISBN 91-7052-266-9
- Häthén, Christian (1990). Straffrättsvetenskap och kriminalpolitik. Lund: Studentlitteratur. sid. 351. Libris 7677497. ISBN 91-7966-118-1